# Zhongnanhai
Zhōngnánhăi ( 中南海 ) er et afsondret bygningskompleks inde i en stort parkanlæg i Kinas hovedstad Beijing. Det tjener som Det kinesiske kommunistpartis og den kinesiske regerings centrale hovedkvarter. Som begreb benyttes ordet Zhongnanhai som synonymt med Folkerepublikkens ledelse (på lignende vis som f.eks. De hvide hus i USA). 
Zhongnanhai ligger vest for Den Forbudte By, og ordet Zhongnanhai betyder «central- og sydsøen», to indsøer som ligger inden i området. De to søer er del af en serie av irrigationsprojekter som blev gennomført da Den forbudte by blev anlagt. En tredje og nordligere indsø, «Nordsøen», ligger lige udenfor Zhongnanhai. 
Disse tre indsøer var oprindelig del af en kejserlig lystpark, med parkanlæg, pavilloner og templer. De mere religiøst indrettede anlæg var omkring Nordsøen, mens Centralsøen og Sydsøen snarere havde paladser ved sine bredder. De fleste af disse bygninger er der stadig.